# Ceratosolen medlerianus
Ceratosolen medlerianus är en stekelart som beskrevs av Wiebes 1980. Ceratosolen medlerianus ingår i släktet Ceratosolen och familjen fikonsteklar. Inga underarter finns listade i Catalogue of Life.